# دروازه ابر
دروازه ابر (به انگلیسی: Cloud Gate) مجسمه‌ای است که توسط هنرمند هندی‌تبار-متولد بریتانیا، آنیش کاپور ساخته شده که هسته اصلی پلازا ای تی اند تی در پارک میلینیوم در محدوده لوپ کامیونیتی در شهر شیکاگو، ایالت ایلینوی واقع می‌باشد. این مجسمه به خاطر شکل آن «لوبیا» نیز خوانده‌می‌شود. مجسمه از ۱۶۸ صفحه فولادی که به هم جوش شده‌اند ساخته شده. اندازه آن ۳۳ در ۶۶ در ۴۲ فوت است و وزن آن در حدود ۱۰۰ تن می‌باشد.
طراحی کاپور از جیوه مایع الهام گرفته شده‌است و سطح مجسمه نمای شهر را منعکس و مخدوش می‌کند. بازدیدکنندگان می‌توانند در اطراف و زیر طاق ۱۲ فوتی (۳٫۷ متری) Cloud Gate قدم بزنند. در قسمت زیرین، "omphalos" (به یونانی به معنای "ناف")، یک اتاق مقعر است که تاب خورده و انعکاس‌ها را چند برابر می‌کند. این مجسمه بر اساس بسیاری از مضامین هنری کاپور ساخته شده‌است و به دلیل ویژگی‌های انعکاسی منحصربه‌فردش در بین گردشگران به عنوان فرصتی برای عکاسی محبوب است.
این مجسمه نتیجه یک مسابقه طراحی بود. پس از انتخاب طرح کاپور، نگرانی‌های تکنولوژیکی متعددی در مورد ساخت و مونتاژ طرح، علاوه بر نگرانی‌های مربوط به نگهداری و نگهداری مجسمه به وجود آمد. با کارشناسان مختلفی مشورت شد که برخی از آنها معتقد بودند این طرح قابل اجرا نیست. در نهایت، یک روش عملی پیدا شد، اما ساخت مجسمه از برنامه عقب افتاد. در طول جشن افتتاحیه بزرگ پارک هزاره در سال ۲۰۰۴ به شکل ناقصی رونمایی شد، قبل از اینکه در حین تکمیل دوباره پنهان شود. Cloud Gate به‌طور رسمی در ۱۵ می ۲۰۰۶ وقف شد و از آن زمان تاکنون محبوبیت قابل توجهی در داخل و خارج از کشور به دست آورده‌است.
Cloud Gate یک مجسمه عمومی از هنرمند هندی الاصل بریتانیایی Anish Kapoor است که مرکز AT&T Plaza در پارک هزاره در منطقه Loop در شیکاگو، ایلینویز است. مجسمه و AT&T Plaza در بالای پارک گریل، بین گردشگاه چیس و McCormick Tribune Plaza & Ice Rink قرار دارند. این مجسمه که بین سال‌های ۲۰۰۴ تا ۲۰۰۶ ساخته شد، به دلیل شکل آن، نام مستعار "لوبیاً نامیده می‌شود، نامی که کاپور در ابتدا از آن خوشش نمی‌آمد، اما بعداً به آن علاقه نشان داد. ساخته شده از ۱۶۸ ورق فولادی ضدزنگ که به یکدیگر جوش داده شده‌اند، بیرونی بسیار صیقلی آن هیچ درز قابل مشاهده ای ندارد. ابعاد آن ۳۳ در ۶۶ در ۴۲ فوت (۱۰ در ۲۰ در ۱۳ متر) و وزن آن ۱۱۰ تن کوتاه (۱۰۰ تن؛ ۹۸ تن بلند) است.

## تصاویر مرتبط با ساخت و ساز و تعمیر و نگهداری

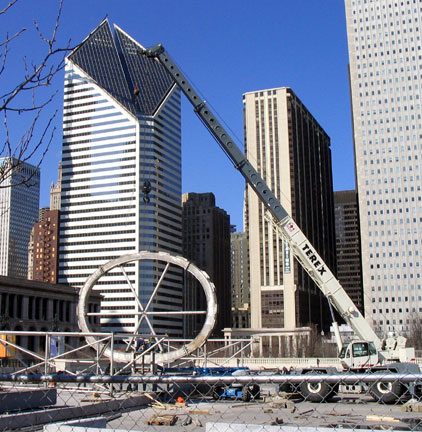
یکی از دو حلقه داخلی ساپورت مجسمه.

## طراحی

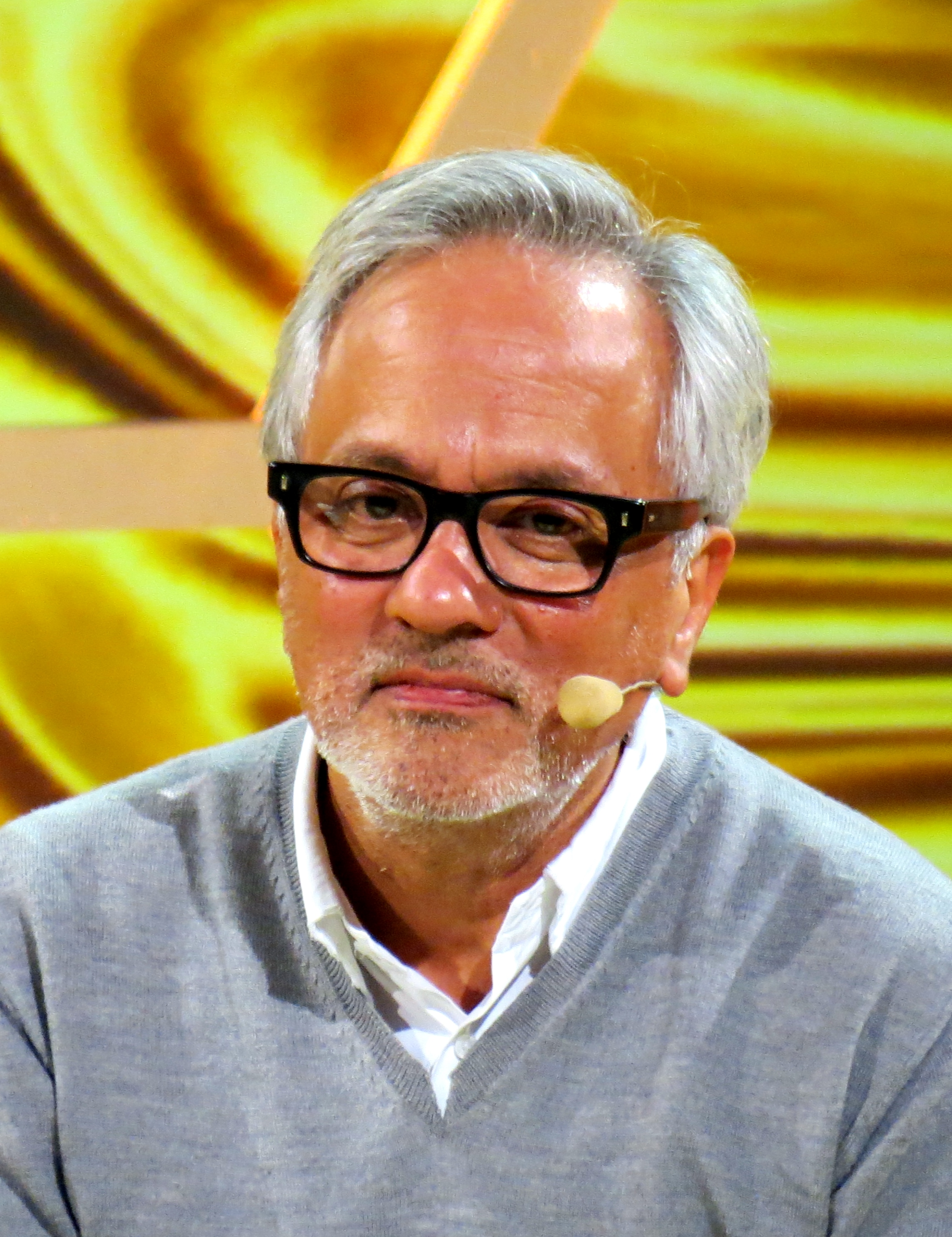
آنیش کاپور طراح و سازنده دروازه ابر

طراحی کاپور از جیوه مایع الهام گرفته شده‌است و سطح مجسمه نمای شهر را منعکس و مخدوش می‌کند. بازدیدکنندگان می‌توانند در اطراف و زیر طاق ۱۲ فوتی (۳٫۷ متری) Cloud Gate قدم بزنند. در قسمت زیرین، "omphalos" (به یونانی به معنای "ناف")، یک اتاق مقعر است که تاب خورده و انعکاس‌ها را چند برابر می‌کند. این مجسمه بر اساس بسیاری از مضامین هنری کاپور ساخته شده‌است و به دلیل ویژگی‌های انعکاسی منحصربه‌فردش در بین گردشگران به عنوان فرصتی برای عکاسی محبوب است.
این مجسمه نتیجه یک مسابقه طراحی بود. پس از انتخاب طرح کاپور، نگرانی‌های تکنولوژیکی متعددی در مورد ساخت و مونتاژ طرح، علاوه بر نگرانی‌های مربوط به نگهداری و نگهداری مجسمه به وجود آمد. با کارشناسان مختلفی مشورت شد که برخی از آنها معتقد بودند این طرح قابل اجرا نیست. در نهایت، یک روش عملی پیدا شد، اما ساخت مجسمه از برنامه عقب افتاد. در طول جشن افتتاحیه بزرگ پارک هزاره در سال ۲۰۰۴ به شکل ناقصی رونمایی شد، قبل از اینکه در حین تکمیل دوباره پنهان شود. Cloud Gate به‌طور رسمی در ۱۵ می ۲۰۰۶ وقف شد و از آن زمان تاکنون محبوبیت قابل توجهی در داخل و خارج از کشور به دست آورده‌است.